# 미스터 선샤인 (시트콤)
《미스터 선샤인》(영어: Mr. Sunshine)은 2011년 방영된 미국의 시트콤이다.

## 출연
- 매슈 페리 - 벤 도너번 역
- 앨리슨 재니 - 크리스털 코언 역
- 앤드리아 앤더스 - 앨리스 역
- 제임스 레슈어 - 알론소 포프 역
- 네이트 토런스 - 로먼 코언 역
- 포샤 더블데이 - 헤더 역